# UFC on ESPN: Smith vs. Clark
UFC on ESPN: Smith vs. Clark (conosciuto anche come UFC on ESPN 18, oppure UFC Vegas 15) è stato un evento di arti marziali miste tenuto dalla Ultimate Fighting Championship il 28 novembre 2020 all'UFC APEX di Las Vegas, negli Stati Uniti.

## Risultati
|                  | Divisione               |                     |                 |                    | Metodo                                        | Round           | Tempo           | Premio          |
| Card Principale  | Card Principale         | Card Principale     | Card Principale | Card Principale    | Card Principale                               | Card Principale | Card Principale | Card Principale |
| ---------------- | ----------------------- | ------------------- | --------------- | ------------------ | --------------------------------------------- | --------------- | --------------- | --------------- |
|                  | Pesi mediomassimi       | Anthony Smith       | batte           | Devin Clark        | Sottomissione (triangle choke)                | 1               | 2:34            | POTN            |
|                  | Pesi welter             | Miguel Baeza        | batte           | Takashi Sato       | Sottomissione (arm-triangle choke)            | 2               | 4:28            | POTN            |
|                  | Pesi massimi            | Parker Porter       | batte           | Josh Parisian      | Decisione unanime (30–26, 30–27, 29–28)       | 3               | 5:00            |                 |
|                  | Pesi piuma              | Bill Algeo          | batte           | Spike Carlyle      | Decisione unanime (30–27, 30–27, 30–27)       | 3               | 5:00            |                 |
|                  | Catchweight (139.5 lbs) | Norma Dumont Viana  | batte           | Ashlee Evans-Smith | Decisione unanime (30–26, 30–26, 30–26)       | 3               | 5:00            |                 |
|                  | Pesi piuma              | Jonathan Pearce     | batte           | Kai Kamaka III     | KO tecnico (pugni)                            | 2               | 4:28            |                 |
| Card Preliminare |                         |                     |                 |                    |                                               |                 |                 |                 |
|                  | Pesi gallo              | Anderson dos Santos | batte           | Martin Day         | Sottomissione (guillotine choke)              | 1               | 4:35            |                 |
|                  | Pesi mosca femminili    | Gina Mazany         | batte           | Rachael Ostovich   | KO tecnico (calcio frontale al corpo e pugni) | 3               | 4:10            |                 |
|                  | Pesi mosca              | Su Mudaerji         | batte           | Malcolm Gordon     | KO (pugni)                                    | 1               | 0:44            | POTN            |
|                  | Catchweight (140 lbs)   | Nathan Maness       | batte           | Luke Sanders       | Sottomissione (rear-naked choke)              | 2               | 2:29            | POTN            |

## Premi
I lottatori premiati ricevettero un bonus di 50.000 dollari.
Legenda:
- FOTN: Fight of the Night (vengono premiati entrambi gli atleti per il miglior incontro dell'evento)
- POTN: Performance of the Night (viene premiato il vincitore per la migliore performance dell'evento)